# Municipio de Bear Creek (condado de Christian)
El municipio de Bear Creek (en inglés: Bear Creek Township) es un municipio ubicado en el condado de Christian en el estado estadounidense de Illinois. En el año 2010 tenía una población de 499 habitantes y una densidad poblacional de 5,38 personas por km².

## Geografía
El municipio de Bear Creek se encuentra ubicado en las coordenadas 39°29′8″N 89°24′43″O / 39.48556, -89.41194. Según la Oficina del Censo de los Estados Unidos, el municipio tiene una superficie total de 92.81 km², de la cual 92,77 km² corresponden a tierra firme y (0,04 %) 0,04 km² es agua.

## Demografía
Según el censo de 2010, había 499 personas residiendo en el municipio de Bear Creek. La densidad de población era de 5,38 hab./km². De los 499 habitantes, el municipio de Bear Creek estaba compuesto por el 99,6 % blancos y el 0,4 % eran de una mezcla de razas. Del total de la población el 0,6 % eran hispanos o latinos de cualquier raza.